# Батифоло
Батифо̀ло (на италиански: Battifollo; на пиемонтски: Batifòl, Батифол) е село и община в Северна Италия, провинция Кунео, регион Пиемонт. Разположено е на 846 m надморска височина. Населението на общината е 225 души (1 януари 2023).